# Gens Arcana
Gens Arcana è un romanzo fantasy del 2010 della scrittrice italiana Cecilia Randall (pseudonimo di Cecilia Randazzo), edito da Mondadori.

## Trama
Il protagonista è Valiano de' Nieri, che discende da una famiglia di Arcani, in grado di invocare la quinta essentia, ovvero il quinto elemento, capace di combinarsi con gli altri quattro e di controllarli. Tuttavia Valiano, futuro capo degli Arcani, rifiuta questo incarico e richiede una vita normale, lavorando come liutaio presso una bottega. Quando però il padre muore, e il fratello viene rapito, Valiano deve intervenire per contrastare l'ambizione e la potenza del malvagio cugino, Folco de' Nieri.

## Edizioni
- Cecilia Randall, Gens Arcana, Mondadori, 2010,  p. 622, ISBN 88-04-59834-4.